# اچ‌ام‌اس وانوک (اچ۳۳)
اچ‌ام‌اس وانوس (اچ۳۳) (به انگلیسی: HMS Vanoc (H33)) یک کشتی بود. این کشتی در سال ۱۹۱۶ ساخته شد.